# خط کیئو نیو
خط کیئو نیو (به ژاپنی: 京王新線, Keiō Shinsen) یک خط راه‌آهن وابسته به شرکت راه‌آهن کیئو است.